# Mandy Islacker
Mandy Islacker, född den 8 augusti 1988 i Essen, är en tysk fotbollsspelare som för närvarande spelar för 1. FFC Frankfurt i den högsta tyska damligan.